# Kurtis Ling
Kurtis Daniel „Aui_2000“ Ling (* 2. Oktober 1992 in Vancouver) ist ein kanadischer E-Sportler in der Disziplin Dota 2, der mit Evil Geniuses The International 2015 gewonnen hat. Mit über 2.000.000 US-Dollar erspielten Preisgeldern gehört er zu den finanziell erfolgreichsten E-Sportlern und liegt in der kanadischen Rangliste auf Rang zwei.

## Karriere
Ling machte erste E-Sports-Erfahrungen als er 2010 dem Starcraft-Team der University of British Columbia beitrat. Nachdem er bereits in seiner Jugend DotA gespielt hatte, begann Ling 2012 professionell Dota 2 zu spielen und gab in seinem dritten Studienjahr sein Soziologie-Studium auf, um sich Vollzeit auf seine E-Sports-Karriere konzentrieren zu können. Durch erste Turniererfolge wurde Team Dignitas auf ihn aufmerksam und nahm ihn unter Vertrag. Das Team wurde zu The International 2013 eingeladen und erreichte den 9. – 12. Platz. Anfang 2014 nahm die E-Sports-Organisation Cloud 9 erstmals ein Dota-2-Team unter Vertrag, zu dem auch Ling gehörte. Mit Cloud 9 erreichte er bei The International 2014 den 5. – 6. Platz und erspielte über 130.000 US-Dollar Preisgeld. Nachdem er mit seinem Team bei vier Turnieren ins Finale einzog, allerdings keines der Turniere gewinnen konnte, trennte sich Cloud 9 im folgenden Jahr von Ling.
2015 trat Ling der amerikanischen E-Sports-Organisation Evil Geniuses bei und spielte mit dem Team das erfolgreichste Jahr seiner Karriere. Er gewann die Dota 2 Asia Championships 2015 sowie The International 2015 und erspielte über 1.600.000 US-Dollar Preisprämien. Nur eine Woche nach seinem größten Turniererfolg wurde Ling überraschend aus dem Team entfernt. In den folgenden Jahren spielte er unter anderem für den Chaos Esports Club und kehrte für einige Monate zu seinen früheren Teams Evil Geniuses und Cloud 9 zurück, konnte jedoch nicht an seine Erfolge von 2015 anknüpfen. 
Bei Team Secret sammelte Ling 2016 erstmals Erfahrungen als Trainer eines Dota-2-Teams und trainierte später namhafte Teams wie Fnatic und Newbee. Im Jahr 2021 trat er vermehrt als Analyst und Kommentator bei Übertragungen von Turnieren auf. 2022 wurde Ling als Coach von Tundra Esports die erste Person, die The International sowohl als Spieler, als auch als Trainer gewinnen konnte.

## Erfolge (Auswahl)
| Datum     | Platz     | Turnier                | Preisgeld |
| --------- | --------- | ---------------------- | --------- |
| Aug. 2014 | 5. – 6.   | The International 2014 | 131.173 $ |
| Okt. 2014 | 2.        | World Cyber Arena 2014 | 017.919 $ |
| Dez. 2014 | 2.        | The Summit 2           | 014.929 $ |
| Aug. 2017 | 13. – 16. | The International 2017 | 024.688 $ |

| Datum     | Platz | Turnier                        | Preisgeld   |
| --------- | ----- | ------------------------------ | ----------- |
| Feb. 2015 | 1.    | Dota 2 Asia Championships 2015 | 0256.831 $  |
| Mai 2015  | 2.    | The Summit 3                   | 012.225 $   |
| Juli 2015 | 1.    | Dota Pit League Season 3       | 025.211 $   |
| Aug. 2015 | 1.    | The International 2015         | 1.326.932 $ |